# Lichtheimia hyalospora
Lichtheimia hyalospora är en svampart som först beskrevs av Saito, och fick sitt nu gällande namn av Kerst. Hoffm., Walther & K. Voigt 2009. Lichtheimia hyalospora ingår i släktet Lichtheimia och familjen Lichtheimiaceae.   Inga underarter finns listade i Catalogue of Life.